# ブルックリン・ネッツのチーム記録
ブルックリン・ネッツチーム記録はNBAのブルックリン・ネッツのチーム記録である。ABA時代のものも含む。
現役選手の記録も取り上げる。各部門のランク中（現役）は現在このチームに在籍していることを表す。

## 通算得点
1. 10,444　ブルック・ロペス（現役）
2. 10,440　バック・ウィリアムズ
3. 8,834　ヴィンス・カーター
4. 8,507　リチャード・ジェファーソン
5. 7,373　ジェイソン・キッド
6. 7,202　ジョン・ウィリアムソン
7. 7,104　ジュリアス・アービング
8. 7,096　ケリー・キトルズ
9. 6,930　デリック・コールマン
10. 6,762　クリス・モリス

## 通算リバウンド
1. 7,576　バック・ウィリアムズ
2. 4,544　ビリー・ポールツ
3. 4,005　ブルック・ロペス（現役）
4. 3,690　デリック・コールマン
5. 3,671　マイク・グミンスキー（英語版）
6. 3,662　ジェイソン・キッド
7. 3,328　ジェイソン・ウィリアムス（英語版）（サクラメント・キングスやマイアミ・ヒートで活躍したジェイソン・ウィリアムスとは別人）
8. 2,918　クリス・モリス
9. 2,738　ジュリアス・アービング
10. 2,627　リチャード・ジェファーソン

## 通算アシスト
1. 4,620　ジェイソン・キッド
2. 3,044　ビル・メルキオーニ
3. 2,363　ケニー・アンダーソン
4. 2,078　デロン・ウィリアムス
5. 1,985　スペンサー・ディンウィディー（現役）
6. 1,970　ダーウィン・クック（英語版）
7. 1,762　ヴィンス・カーター
8. 1,486　リチャード・ジェファーソン
9. 1,473　デビン・ハリス
10. 1,410　マイケル・レイ・リチャードソン

## 通算ブロック（73-74シーズンから）
1. 972　ブルック・ロペス（現役）
2. 863　ジョージ・ジョンソン
3. 696　バック・ウィリアムズ
4. 599　マイク・グミンスキー（英語版）
5. 559　デリック・コールマン
6. 534　ニコラス・クラクストン（現役）
7. 521　ジュリアス・アービング
8. 498　ビリー・ポールツ
9. 468　クリス・モリス
10. 466　クリス・ダドリー（英語版）

## 通算スティール（73-74シーズンから）
1. 950　ジェイソン・キッド
2. 875　ダーウィン・クック（英語版）
3. 803　ケリー・キトルズ
4. 784　クリス・モリス
5. 652　ケンドール・ギル
6. 599　バック・ウィリアムズ
7. 583　ジュリアス・アービング
8. 562　エディ・ジョーダン
9. 552　マイケル・レイ・リチャードソン
10. 500　ブライアン・テイラー

## 出場試合
1. 635　バック・ウィリアムズ
2. 562　ブルック・ロペス（現役）
3. 550　マイク・グミンスキー（英語版）
4. 532　ジェイソン・コリンズ
5. 510　クリス・モリス
6. 506　ジェイソン・キッド
7. 502　ビル・メルキオーニ
8. 496　ケリー・キトルズ
9. 489　リチャード・ジェファーソン
10. 464　ダーウィン・クック（英語版）

## 3ポイントシュート（NBAでは79-80より公式記録）成功
1. 984　ジョー・ハリス
2. 813　ジェイソン・キッド
3. 687　ケリー・キトルズ
4. 638　ヴィンス・カーター
5. 560　スペンサー・ディンウィディー（現役）
6. 516　ジョー・ジョンソン
7. 485　デロン・ウィリアムス
8. 438　カイリー・アービング（現役）
9. 381　ディアンジェロ・ラッセル（現役）
10. 368　クリス・モリス

## フリースロー成功
1. 2,476　バック・ウィリアムズ
2. 2,349　リチャード・ジェファーソン
3. 2,219　ブルック・ロペス（現役）
4. 1,944　ヴィンス・カーター
5. 1,859　デリック・コールマン
6. 1,657　マイク・グミンスキー（英語版）
7. 1,470　ジュリアス・アービング
8. 1,352　ジェイソン・キッド
9. 1,267　ジョン・ウィリアムソン
10. 1,255　ビル・メルキオーニ

## 50得点以上
63得点
- ジュリアス・アービング（vs SDC / 1975年2月14日）（ABA時代）

60得点
- カイリー・アービング（vs ORL / 2022年3月15日）

57得点
- デロン・ウィリアムス（vs CHA / 2012年3月4日）

55得点
- ケビン・デュラント（vs ATL / 2022年4月2日）

54得点
- カイリー・アービング（vs CHI / 2020年1月31日）

53得点
- リック・バリー（vs PTC / 1971年1月15日）（ABA時代）
- ケビン・デュラント（vs NYK / 2022年3月13日）

52得点
- マイク・ニューリン（vs BOS / 1979年12月16日）
- レイ・ウィリアムス（vs DET / 1982年4月17日）

51得点
- リック・バリー（vs UTS / 1971年3月28日）（ABA時代）
- リック・バリー（vs CAR / 1971年11月19日）（ABA時代）
- ジュリアス・アービング（vs SDC / 1975年2月22日）（ABA時代）
- ジュリアス・アービング（vs SAS / 1976年1月18日）（ABA時代）
- ヴィンス・カーター（vs MIA / 2005年12月23日）
- カリス・レヴァート（vs BOS / 2020年3月4日）
- ケビン・デュラント（vs DET / 2021年12月12日）

50得点
- リック・バリー（vs UTS / 1972年2月16日）（ABA時代）
- リック・バリー（vs KEN / 1972年4月1日）（プレーオフ）（ABA時代）
- ジョン・ウィリアムソン（vs IND / 1978年4月4日）
- ステフォン・マーブリー（vs LAL / 2001年2月13日）
- カイリー・アービング（vs MIN / 2019年10月23日）
- カイリー・アービング（vs CHA / 2022年3月8日）

## その他
シーズン平均得点＝31.5　リック・バリー（ABA時代）
新人最多得点=24.2　バーナード・キング
- シーズン1,909得点　バーナード・キング
- 45得点　クリフォード・ロビンソン（新人1試合最多得点）

1試合最多リバウンドのバック・ウィリアムズの記録は4度のオーバータイム（延長戦）の末に作られた記録である。彼はその試合で68分中60分プレイした。
トリプルダブル
- 61回　ジェイソン・キッド
- 21回　ジェームズ・ハーデン
- 5回　ケニー・アンダーソン、ショーン・ブラッドリー、ケビン・デュラント

## 主なアメリカ国籍以外の選手
- ドラジェン・ペトロヴィッチ（クロアチア）
- ゲオルゲ・ムレシャン（ルーマニア）
- ディケンベ・ムトンボ（コンゴ民主共和国（旧ザイール））
- ネナド・クリスティッチ（セルビア）
- ボスジャン・ナックバー（スロベニア）
- 易建聯（中国）
- ヤンカ・デイル（ナイジェリア）
- アンドレイ・キリレンコ（ロシア）
- ボヤン・ボグダノビッチ（クロアチア）
- ルイス・スコラ（アルゼンチン）
- ベン・シモンズ（オーストラリア）
- 渡邊雄太（日本）
- デニス・シュルーダー（ドイツ）

## 現役中に亡くなった選手
- ドラジェン・ペトロヴィッチ